# Mount Eccles National Park
Mount Eccles National Park är en park i Australien. Den ligger i delstaten Victoria, omkring 270 kilometer väster om delstatshuvudstaden Melbourne. Mount Eccles National Park ligger 86 meter över havet. Arean är 55 kvadratkilometer.
Trakten runt Mount Eccles National Park är nära nog obefolkad, med mindre än två invånare per kvadratkilometer..
I omgivningarna runt Mount Eccles National Park växer i huvudsak städsegrön lövskog. Genomsnittlig årsnederbörd är 1 016 millimeter. Den regnigaste månaden är juni, med i genomsnitt 164 mm nederbörd, och den torraste är februari, med 28 mm nederbörd.